# Division 1 1959-1960
La Division 1 1959-1960 è stata la 22ª edizione della massima serie del campionato francese di calcio, disputato tra il 18 agosto 1957 e l'11 maggio 1958 e concluso con la vittoria dello Stade Reims, al suo quinto titolo.
Capocannoniere del torneo è stato Just Fontaine (Stade Reims) con 28 reti.

## Stagione

### Avvenimenti
Le prime giornate videro un tentativo di fuga del Nizza; subendo la prima sconfitta della stagione, i campioni in carica lasciarono il via libera allo Stade Reims e al Nîmes, che di lì fino alla fine si diedero battaglia per la conquista del titolo. Inizialmente furono i Coccodrilli a prendere il comando, facendosi avanti all'ottava giornata per poi venir sopravanzati dai rivali alla dodicesima giornata. Vincendo per 2-1 lo scontro diretto in programma alla sedicesima giornata il Nîmes raggiunse lo Stade Reims e, approfittando di un pareggio degli avversari, acquisirono il comando solitario della classifica al giro di boa.
In apertura del girone di ritorno il Nîmes andò in fuga, arrivando ad acquisire nell'arco di quattro giornate un vantaggio di cinque punti sullo Stade Reims; da quel momento i Rouges et blancs cominciarono ad avvicinarsi gradualmente alla capolista, effettuando l'aggancio alla ventinovesima e guadagnando definitivamente la vetta dopo due gare. Nelle giornate successive il Nîmes accusò una frenata e lo Stade Reims andò in fuga, arrivando alla vigilia dello scontro diretto con cinque punti di vantaggio sulla seconda; vincendo per 3-0 i Rouges et Blancs poterono ottenere con tre giornate di anticipo il loro quinto titolo.
Alla penultima giornata venne invece definito l'ultimo verdetto in zona retrocessione, con il Sochaux che per la seconda volta nella sua storia incappò nel declassamento. Ad accompagnare i Sochaliens fu lo Strasburgo, che non riuscì a rimediare a un declino nelle prestazioni a metà campionato, l'esordiente Tolone e il Bordeaux, mai in grado di lottare per la salvezza durante tutto il torneo.

## Classifica finale
|  | Pos. | Squadra         | Pt | G  | V  | N  | P  | GF  | GS  | MR    |
|  | ---- | --------------- | -- | -- | -- | -- | -- | --- | --- | ----- |
|  | 1.   | Stade Reims     | 60 | 38 | 26 | 8  | 4  | 109 | 46  | 2,37  |
|  | 2.   | Nîmes           | 53 | 38 | 22 | 9  | 7  | 78  | 43  | 1,814 |
|  | 3.   | RC France       | 49 | 38 | 19 | 11 | 8  | 118 | 56  | 2,107 |
|  | 4.   | Monaco          | 45 | 38 | 19 | 7  | 12 | 70  | 45  | 1,556 |
|  | 5.   | Tolosa          | 44 | 38 | 19 | 6  | 13 | 74  | 61  | 1,213 |
|  | 6.   | Lens            | 44 | 38 | 18 | 8  | 12 | 55  | 57  | 0,965 |
|  | 7.   | Le Havre        | 42 | 38 | 15 | 12 | 11 | 63  | 68  | 0,926 |
|  | 8.   | Valenciennes    | 40 | 38 | 16 | 8  | 14 | 65  | 60  | 1,083 |
|  | 9.   | Nizza           | 40 | 38 | 17 | 6  | 15 | 71  | 74  | 0,959 |
|  | 10.  | Limoges         | 38 | 38 | 14 | 10 | 14 | 46  | 46  | 1     |
|  | 11.  | Sedan-Torcy     | 37 | 38 | 12 | 13 | 13 | 62  | 62  | 1     |
|  | 12.  | Saint-Étienne   | 36 | 38 | 12 | 12 | 14 | 62  | 65  | 0,954 |
|  | 13.  | Angers          | 36 | 38 | 13 | 10 | 15 | 60  | 67  | 0,896 |
|  | 14.  | Stade Français  | 34 | 38 | 14 | 6  | 18 | 59  | 70  | 0,843 |
|  | 15.  | Rennes          | 33 | 38 | 13 | 7  | 18 | 47  | 59  | 0,797 |
|  | 16.  | Olympique Lione | 31 | 38 | 10 | 11 | 17 | 41  | 52  | 0,788 |
|  | 17.  | Sochaux         | 27 | 38 | 8  | 11 | 19 | 40  | 67  | 0,597 |
|  | 18.  | Tolone          | 25 | 38 | 9  | 7  | 22 | 50  | 85  | 0,598 |
|  | 19.  | Strasburgo      | 25 | 38 | 9  | 7  | 22 | 55  | 92  | 0,588 |
|  | 20.  | Bordeaux        | 21 | 38 | 7  | 7  | 24 | 52  | 102 | 0,51  |

Legenda:
      Campione di Francia e qualificata in Coppa dei Campioni 1960-1961
      Invitato in Coppa delle Fiere 1960-1961
      Retrocesso in Division 2 1960-1961
Note:
Due punti a vittoria, uno a pareggio, zero a sconfitta.

### Squadra campione
| Formazione tipo | Giocatori (presenze)   |
| --- | ---------------------- |
| Colonna Rodzik Wendling Jonquet Siatka Leblond Kopa Vincent Muller Fontaine Piantoni                                                                          | Dominique Colonna (32) |
| Colonna Rodzik Wendling Jonquet Siatka Leblond Kopa Vincent Muller Fontaine Piantoni                                                                          | Robert Jonquet (34)    |
| Colonna Rodzik Wendling Jonquet Siatka Leblond Kopa Vincent Muller Fontaine Piantoni                                                                          | Bruno Rodzik (31)      |
| Colonna Rodzik Wendling Jonquet Siatka Leblond Kopa Vincent Muller Fontaine Piantoni                                                                          | Michel Leblond (34)    |
| Colonna Rodzik Wendling Jonquet Siatka Leblond Kopa Vincent Muller Fontaine Piantoni                                                                          | Robert Siatka (35)     |
| Colonna Rodzik Wendling Jonquet Siatka Leblond Kopa Vincent Muller Fontaine Piantoni                                                                          | Jean Wendling (34)     |
| Colonna Rodzik Wendling Jonquet Siatka Leblond Kopa Vincent Muller Fontaine Piantoni                                                                          | Raymond Kopa (36)      |
| Colonna Rodzik Wendling Jonquet Siatka Leblond Kopa Vincent Muller Fontaine Piantoni                                                                          | Roger Piantoni (26)    |
| Colonna Rodzik Wendling Jonquet Siatka Leblond Kopa Vincent Muller Fontaine Piantoni                                                                          | Just Fontaine (28)     |
| Colonna Rodzik Wendling Jonquet Siatka Leblond Kopa Vincent Muller Fontaine Piantoni                                                                          | Lucien Muller (38)     |
| Colonna Rodzik Wendling Jonquet Siatka Leblond Kopa Vincent Muller Fontaine Piantoni                                                                          | Jean Vincent (37)      |
| Altri giocatori: Robert Bérard (21), Raymond Baratto (9), Raoul Giraudo (7), René-Jean Jacquet (7), Edmond Biernat (6), Claude Dubaële (3), Abdallah Azar (1) |                        |

## Statistiche

### Squadre

#### Capoliste solitarie
|    | —— | ——    | ——    | ——    | —— | —— | ——    | ——    | ——    | ——    | ——          | ——          | ——          | ——          | ——          | ——  | ——  | ——    | ——    | ——    | ——    | ——    | ——    | ——    | ——    | ——    | ——    | ——  | ——  | ——          | ——          | ——          | ——          | ——          | ——          | ——          | ——          | —— |  |
|    |    | Nizza | Nizza | Nizza |    |    | Nîmes | Nîmes | Nîmes | Nîmes | Stade Reims | Stade Reims | Stade Reims | Stade Reims | Stade Reims |     |     | Nîmes | Nîmes | Nîmes | Nîmes | Nîmes | Nîmes | Nîmes | Nîmes | Nîmes | Nîmes |     |     | Stade Reims | Stade Reims | Stade Reims | Stade Reims | Stade Reims | Stade Reims | Stade Reims | Stade Reims |    |  |
|    |    |       |       |       |    |    |       |       |       |       |             |             |             |             |             |     |     |       |       |       |       |       |       |       |       |       |       |     |     |             |             |             |             |             |             |             |             |    |  |
|    |    |       |       |       |    |    |       |       |       |       |             |             |             |             |             |     |     |       |       |       |       |       |       |       |       |       |       |     |     |             |             |             |             |             |             |             |             |    |  |
| 1ª | 2ª | 3ª    | 4ª    | 5ª    | 6ª | 7ª | 8ª    | 9ª    | 10ª   | 11ª   | 12ª         | 13ª         | 14ª         | 15ª         | 16ª         | 17ª | 18ª | 19ª   | 20ª   | 21ª   | 22ª   | 23ª   | 24ª   | 25ª   | 26ª   | 27ª   | 28ª   | 29ª | 30ª | 31ª         | 32ª         | 33ª         | 34ª         | 35ª         | 36ª         | 37ª         | 38ª         |    |  |

### Individuali

#### Classifica marcatori
| Gol |  |  | Giocatore           | Squadra                |
| --- |  |  | ------------------- | ---------------------- |
| 28  |  |  | Just Fontaine       | Stade Reims            |
| 27  |  |  | Thadée Cisowski     | RC Paris               |
| 23  |  |  | Ginès Liron         | Saint-Étienne          |
| 22  |  |  | Hassan Akesbi       | Nîmes                  |
| 22  |  |  | Bernard Rahis       | Nîmes                  |
| 22  |  |  | Petrus van Rhijn    | Stade Français         |
| 22  |  |  | Joseph Ujlaki       | RC Paris               |
| 20  |  |  | Laurent Robuschi    | Bordeaux               |
| 18  |  |  | Roger Piantoni      | Stade Reims            |
| 17  |  |  | Jean Topka          | RC Paris               |
| 17  |  |  | Ernest Schultz      | Tolosa                 |
| 16  |  |  | Ignace Wognin       | Angers                 |
| 16  |  |  | Ahmed Oudjani       | Lens                   |
| 15  |  |  | Antoine Groschulski | Strasburgo Sedan-Torcy |

## Percorso dei club nelle coppe europee
| Club  | Competizione       | Risultato        | Ultimo avversario      |
| ----- | ------------------ | ---------------- | ---------------------- |
| Nizza | Coppa dei Campioni | Quarti di finale | Real Madrid (3-2; 0-4) |